# Långbanit
Långbanit ist ein sehr selten vorkommendes Mineral aus der Mineralklasse der „Silikate und Germanate“ mit der idealisierten chemischen Zusammensetzung Mn2+4Mn3+9Sb5+O16(SiO4)2 und damit chemisch gesehen ein Mangan-Antimon-Silikat mit zusätzlichen Sauerstoffionen. Strukturell gehört Långbanit zu den Inselsilikaten (Nesosilikate).
Da bei natürlich entstandenen Långbaniten ein Teil des Mangans durch Calcium bzw. Eisen ersetzt (substituiert) sein kann, wird die Formel gelegentlich auch mit (Mn2+,Ca)4(Mn3+,Fe3+)9Sb5+[O16|(SiO4)2] angegeben, wobei die in den runden Klammern angegebenen Elemente sich in der Formel zwar jeweils gegenseitig vertreten können, jedoch immer im selben Mengenverhältnis zu den anderen Bestandteilen des Minerals stehen.
Långbanit kristallisiert im trigonalen Kristallsystem, ist im Allgemeinen undurchsichtig (opak) und entwickelt tafelige oder kurz- bis langprismatische, längsgestreifte Kristalle bis etwa einen Zentimeter Länge mit starkem, metallischem Glanz auf den eisenschwarzen Oberflächen. Auf der Strichtafel hinterlässt Långbanit einen dunkelrötlichbraunen Strich. Mit einer Mohshärte von 6,5 ist Långbanit etwas härter als das Referenzmineral Orthoklas.

## Etymologie und Geschichte

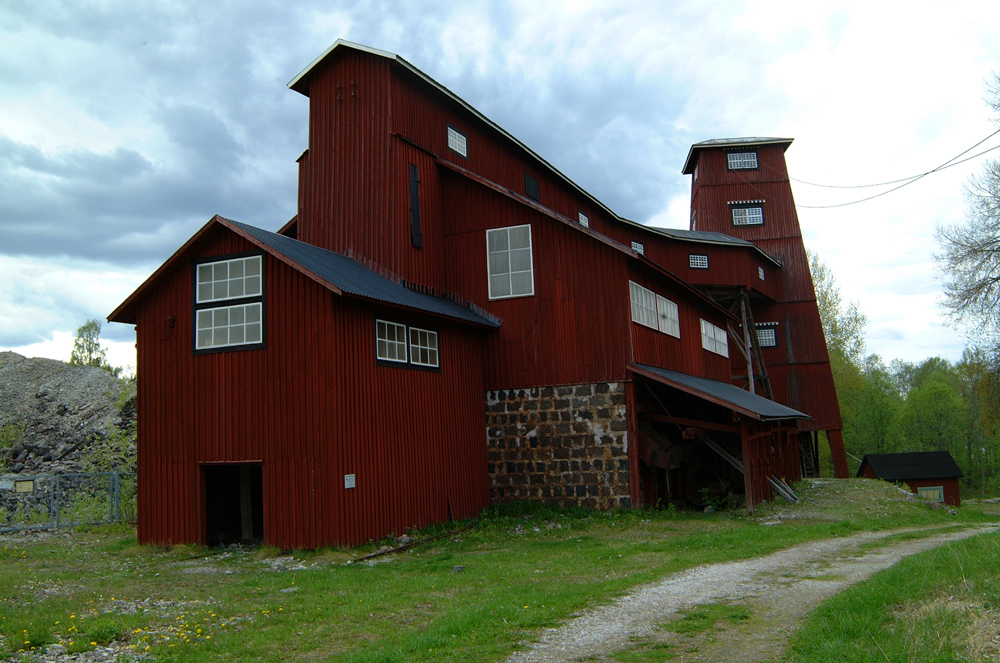
Aufbereitungsanlage und neuer Schacht der Erzgrube Långban

Erstmals entdeckt wurde Långbanit nahe der ehemaligen Grubengemeinde Långban in der schwedischen Provinz Värmlands län und beschrieben 1877 durch Gustaf Flink (auch Gustav Flink, 1849–1931), der das Mineral nach dessen Typlokalität benannte.
Das Typmaterial des Minerals wird im Naturhistoriska riksmuseet (SMNH) unter der Katalog-Nummer 531650 (HT) und im Muséum national d’histoire naturelle (MHN) unter der Katalog-Nummer 95.58 aufbewahrt.
Långbanit war bereits lange vor der Gründung der International Mineralogical Association (IMA) bekannt und als eigenständige Mineralart anerkannt. Damit hätte Långbanit theoretisch den Status eines grandfathered Mineral. In der 1971 erfolgten Publikation der IMA: Commission on new minerals and mineral names wurde Ferrostibian diskreditiert und als Synonym für Långbanit festgelegt. Da dies automatisch eine nachträgliche Ankerkennung für den Långbanit bedeutete, wird das Mineral seitdem in der „Liste der Minerale und Mineralnamen“ der IMA unter der Summenanerkennung „IMA 1971 s.p.“ (special procedure) geführt.

## Klassifikation
In der veralteten 8. Auflage der Mineralsystematik nach Strunz gehörte der Långbanit zur Mineralklasse der „Silikate“ und dort zur Abteilung „Neso-Subsilikate“, wo er gemeinsam mit Braunit, Dixenit, Katoptrit, Mcgovernit, Welinit und Yeatmanit in der „Braunit-Långbanit-Gruppe“ mit der Systemnummer VIII/A’.05 steht.
In der zuletzt 2018 überarbeiteten Lapis-Systematik nach Stefan Weiß, die formal auf der alten Systematik von Karl Hugo Strunz in der 8. Auflage basiert, erhielt das Mineral die System- und Mineralnummer VIII/B.09-017. Dies entspricht der Abteilung „Inselsilikate mit tetraederfremden Anionen“, wo Långbanit zusammen mit Abswurmbachit, Braunit, Franciscanit, Gatedalit, Katoptrit, Neltnerit, Örebroit, Welinit und Yeatmanit eine unbenannte Gruppe mit der Systemnummer VIII/B.09 bildet.
Die von der International Mineralogical Association (IMA) zuletzt 2009 aktualisierte 9. Auflage der Strunz’schen Mineralsystematik ordnet den Långbanit in die erweiterte Klasse der „Silikate und Germanate“ und dort in die Abteilung „Inselsilikate (Nesosilikate)“ ein. Diese ist weiter unterteilt nach der möglichen Anwesenheit zusätzlicher Anionen und der Koordination der beteiligten Kationen. Das Mineral ist hier entsprechend seiner Zusammensetzung und seinem Aufbau in der Unterabteilung „Inselsilikate mit zusätzlichen Anionen; Kationen in meist [6]er- und > [6]er-Koordination“ zu finden, wo es als einziges Mitglied eine unbenannte Gruppe mit der Systemnummer 9.AG.10 bildet.
In der vorwiegend im englischen Sprachraum gebräuchlichen Systematik der Minerale nach Dana hat Långbanit die System- und Mineralnummer 44.03.04.01. Das entspricht der Klasse der „Phosphate, Arsenate und Vanadate“ und dort der Abteilung „Antimonate“. Hier findet er sich innerhalb der Unterabteilung „Antimonate mit verschiedenen Formeln“ als einziges Mitglied in einer unbenannten Gruppe mit der Systemnummer 44.03.04.

## Kristallstruktur
Långbanit kristallisiert trigonal in der Raumgruppe P31m (Raumgruppen-Nr. 157) mit den Gitterparametern a = 11,563(2) Å und c = 11,100(2) Å sowie drei Formeleinheiten pro Elementarzelle.

## Eigenschaften
Vor dem Lötrohr wird Långbanit nur matt ohne zu schmelzen. In Salzsäure ist er nur wenig löslich.

## Bildung und Fundorte

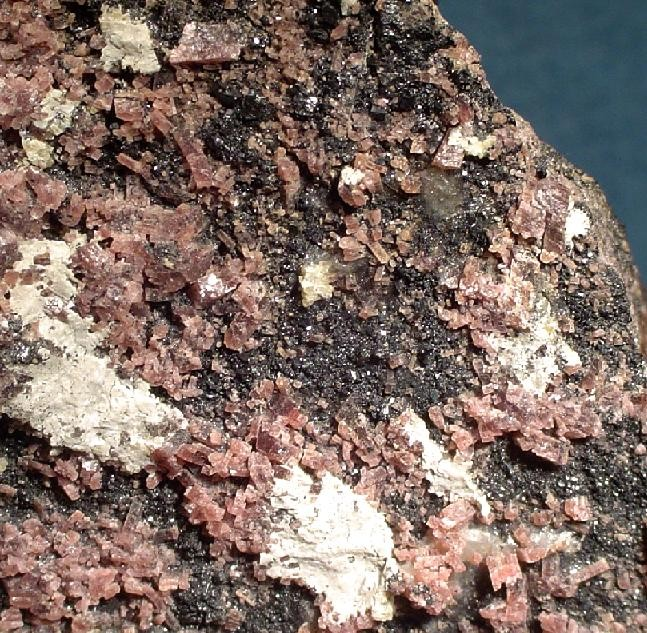
Långbanit (schwarz, körnig) und Rhodonit (rosa Kriställchen) aus (Gesamtgröße: 11,0 cm × 8,2 cm × 5,2 cm)

Långbanit bildet sich in kristallinen Kalksteinen, manganreichen Skarnen und metamorphisierten Mangan-Lagerstätten, wo er unter anderem in Paragenese mit manganreichem Aegirin, Braunit, Hausmannit, Hedyphan, Magnetit, Rhodonit und Richterit auftritt.
Neben seiner Typlokalität Långban trat das Mineral in Schweden noch in der „Sjögruvan Mine“ bei Grythyttan in der Gemeinde Hällefors und der „Man Mine“ im Erzfeld „Nyberg“ bei Lindesberg auf.
Weitere bisher bekannte Fundorte ist die „Gozaisho Mine“ bei Iwaki auf der japanischen Insel Honshū, die Manganlagerstätte „Brandsnuten“ bei Botnedal in der norwegischen Kommune Tokke und die Grube „Fianel“ bei Ausserferrera im Schweizer Kanton Graubünden.